# 課程綱要
課程綱要（英語：Curriculum Guidelines），簡稱課綱，舊稱課程標準，是台灣規範國民小學、國民中學、高級中學的學校課程教學、教科書和升學考試的重要依據。現行課綱經由國家教育研究院進行研究與撰寫，並經由教育部審議核可後公告實施。臺灣現行課綱為「十二年國民基本教育課程綱要」，於民國108年（西元2019年）學年度實施，因此俗稱「108課綱」，由康軒、翰林、南一等3所出版社出版教科書籍。日本的課程綱要制度稱之為「學習指導要領」。
幼稚園原用1987年版的「幼稚園課程標準」規範其課程。因幼稚園、托兒所整合政策，教育部在2012年10月發布「幼兒園教保活動課程暫行大綱」，於2016年12月發布「幼兒園教保活動課程大綱」，自2017年8月1日起生效。

## 法律定位

### 現行法規
- 國民中小學課程綱要之制定、審議及其實施，依據法源為《國民教育法》第三十四條。[6]
- 普通型和技術型高級中等學校（高中職）課程綱要之制定、審議及其實施，依據法源為《高級中等教育法》第四十三條、第四十三之一條、第四十三之二條。[7]
- 特殊教育（身心障礙及資賦優異國民之教育）相關課程綱要之制定、審議及其實施，依據法源為《 特殊教育法》第二十一條。[8]
- 體育班、藝術才能班之課程規劃，依據法源為《國民體育法》第十五條、《藝術教育法》第十四條；科學班之課程規劃，依據為《高級中等學校辦理實驗教育辦法》第六條。[9][10][11]
- 幼兒教保活動課程大綱及服務實施準則，依據法源為《幼兒教育及照顧法》第十二條。[4]
- 國家教育研究院掌理課程、教學、教材與教科書、教育指標與學力指標、教育測驗與評量工具及其他教育方法之研究發展，依據法源為《 國家教育研究院組織法》。下設「課程及教學研究中心」掌理課程綱要之研究，依據為《 國家教育研究院處務規程》。[12][13]
- 教育部國民及學前教育署下設「學前教育組」主管幼兒園課程綱要之研修及推動，「高級中等教育組」和「國中小教育組」則分別掌理高級中等學校、國民中小學的課程、教學、研究、實驗之規劃、推動及督導，依據為《 教育部國民及學前教育署處務規程》。[14]「高級中等教育組」和「國中小教育組」的職掌包含了課程綱要之推動與宣導。[15][16]

《偏遠地區學校教育發展條例》規定偏遠地區學校教育進行混齡編班或混齡教學，其課程節數，不受課程綱要有關階段別規定之限制。
《高級中等以下教育階段非學校型態實驗教育實施條例》規定實驗教育之課程與教學、學習領域及教材教法，應依直轄市、縣（市）主管機關許可之實驗教育計畫所定內容實施，不受課程綱要之限制。依據《特殊教育法》、《國民體育法》、《藝術教育法》及相關法規，特殊教育學生與體育班、藝術才能班及科學班等特殊類型班級學生之部定及校訂課程得彈性調整。

### 現行課綱
- 十二年國民基本教育課程綱要總綱生效令，臺教授國部字第1060048266A號 令：自108學年度起，「十二年國民基本教育課程綱要總綱」依照不同教育階段（國民小學、國民中學及高級中等學校一年級起）逐年實施。[20]
- 十二年國民基本教育課程綱要總綱， 臺教授國部字第1100016363B號 令：總綱於2014年11 月發布，2021年2月修正。修正後之總綱，自110學年度，依照不同教育階段（國民小學、國民中學及高級中等學校一年級起）逐年實施。[21]各領域 / 科目課程綱要由教育部在2018年1月至11月陸續發布。[22]
- 幼兒園教保活動課程大綱， 臺教授國部字第1050129763B號 令：2012年10月發布「幼兒園教保活動課程暫行大綱」，於2016年12月發布「幼兒園教保活動課程大綱」，並自民國106年8月1日起生效。[4]

## 教育歷史

### 清政府
晚清時期的首任臺灣巡撫劉銘傳，也是洋務運動的推動者。他曾在1887年於臺北府城設置「西學堂」，仿京師同文館章程辦理，為清代臺灣官方創辦的第一所西式學校，用以培育買辦與技術人才，直屬巡撫衙門。教授科目為英文、法文與歷史、地理、理化、算術、測繪，亦習漢文，招收對象為附生（附學生員）、文童、幼童（可參考當時留美幼童之年齡，介於10-16歲，大多為12-14歲）。1890年又在大稻埕設立「電報學堂」，培育電信技術人才。然而劉銘傳去職後，繼任者裁撤此二所學堂，官辦的臺灣新式教育，因此曇花一現。
當時，對於西學課程及教科書編譯最具代表性者，為京師同文館和江南機器製造總局翻譯館，其譯書被新式學堂採用為學習教材。

### 日本總督政府
台灣在日本殖民統治下，開始實施普及化的西式教育。然而採取漢人、原住民和日本人隔離就學的教育措施，使用的課本教材不同，形成日後升學競爭的不公平。
1898年，臺灣總督府發布《臺灣公學校令》，作為臺灣漢人所就讀公學校（相當於現在的小學）的成立法源，同年公告《臺灣公學校規則》，規定授業科目有：修身、國語（日本語）、作文、讀書、習字、算術、唱歌、體操，教育主旨在於「施德教、授實學，以養成國民性格，並精通國語（日本語）」，此教育目標貫通整個日本統治時期，未有太大改變。1904年公布《公學校規則改正》，將作文、讀書、習字併入國語科，並增加漢文科，女學童則有裁縫科目。初期使用的教科書十分混雜，有中國大陸小學校使用的教授書，也有臺灣總督府編輯、並題為「臺灣適用」的各種教科用書。至1900年，臺灣總督府開始編纂統一的教科書，實施國定（府定）本的教科書制度，由主管文教的民政部負責。此時期，本地人接受中等以上教育的機會有限，修業年限、教學程度也與日本人不同。中等以上的教育設施也只有師範機構的國語學校、五年制醫學校，及農事試驗場、工業、林業、糖業講習所。直到1915 年才因林獻堂等人的請願，設立專收臺灣人的公立中學：臺中中學校。
1919年（大正8年）1月4日，臺灣總督府首次發布《臺灣教育令》，揭示其教育目標為涵養德行、普及日語和培養忠良國民性格，以達到同化之政策方針。教育令規定了臺灣人的教育系統為：普通教育的公學校和高等普通學校（即中學校，1922年又改回中學校之名）、實業教育的實業學校、專科教育的專科學校、師範教育的師範學校，各級學校也陸續設立，但仍採雙軌制，日本籍學生的教育依據日本內地法令， 而漢人、原住民就讀的學校，教育內容仍比日本同級學校程度低，修業年限較短。 
1922年（大正11年），臺灣總督府頒布《改正臺灣教育令》，實施「臺日共學制」， 初級教育仍維持隔離教育，中等學校以上則採臺日共學制，普通教育增加了高等學校。然而新教育令的實施，並未解決升學機會不公的問題。因為共學制下，入學考試都以日文作答，課本教材也程度不同，在語言或經濟上往往處於劣勢，加上面試也有差別待遇問題存在，造成本地學生處於升學競爭不利的情況。 臺北高等學校是臺灣日治時期唯一的高等學校和升大學的管道，於1922年設置尋常科，1925年設置高等科。
1937年為推廣皇民化教育，廢除公學校的漢文科，漢文書房亦全遭禁止。1941年，公學校和日本人就讀的小學校一律改為「國民學校」，法令適用於《國民學校令》，然而課程與教學仍然各有差異。1943 年，實施義務教育，頒布《廢止私塾令》，停辦所有的書房。

### 中華民國政府

#### 中華民國的大陸時期
中華民國政府頒布的課程標準，可追溯自清政府於1902年（光緒二十八年），頒布各級學堂章程，其中〈功課教學法〉一章，列有課程門目表和課程分年表，始對各級學校的課程有所規定，為課程標準之雛型。至中華民國成立，由蔡元培教育總長起草，於1912年（民國元年）發布《普通教育暫行辦法》，明令「凡各種教科書，務合於共和民國宗旨。清學部頒行之教科書，一律禁用。」，並依此制定《普通教育暫行課程標準》，為民國史上第一份課程標準。1912年9月頒布《審定教科圖書規程》，允許各界自編教科書，但須依《小學校令》及《中學校令》編輯，呈請教育部審定。各省組織圖書審查會，就通過之審定本擇定，通告各校採用。《小學校令》規定小學教育「以留意兒童身心之發育，培養國民道德之基礎，並授以生活必需之知識技能為宗旨」，當時的初小課程為修身、國文、算術、手工、圖畫、唱歌、體操等，女生加習縫紉；高小課程同初小並再加上本國歷史、地理、理科，男子加習農業（或商業），得加授英語，女子加習縫紉。
1922年（民國11年），實用主義的教育思潮廣泛傳播，催生出壬戌學制。自晚清以來，學制主要仿自日本，間或受到德國影響。壬戌學制則是新文化運動的產物，深受美國教育思想的影響。1923年民間「全國教育聯合會」公布《新學制課程標準綱要》，師法美國的新學制。雖非經政府正式公布，但各地均參照施行，推動了當時中小學新教材編寫和出版的熱潮。新學制的小學教育課程，將國文改為國語（包括語言、讀文、作文、寫字），從此小學不用文言文作教材，並對聽說讀寫同等重視。修身改為公民，著重互助合作和服務社會。增設社會（衛生、歷史、地理、公民）、自然、園藝等科目，充實學生的生活知能。
1929年（民國18年），南京國民政府北伐統一全國，重定教育宗旨，明定為「中華民國之教育，根據三民主義，以充實人民生活，扶植社會生存，發展國民生計，延續民族生命為目的；務期民族獨立，民權普遍，民生發展，以促進世界大同。」，又制定教育政策和法規，由教育部頒訂課程標準：《中學課程暫行標準》和《小學課程暫行標準》，首次詳細規範了各級各類學校的課程內容、教學目標、時數與教學大綱。國民政府公布的課程標準包括「總綱」及「分科課程標準」。總綱規定了學校教育目標、教學科目時數及實施通則。分科課程標準中，則規定了各科教學目標、時間分配、教材大綱及實施方法。課程標準的修訂都成立修訂委員會，而委員會底下又成立總綱小組、各科修訂小組，負責實際修訂的起草工作。1932年（民國21年）公佈《中學課程標準》和《小學課程標準》，以及《師範學校法》、《職業學校法》、《中學法》、《小學法》。在這之後，一直到二戰結束，課程標準歷經了多次修訂。1940年，教育部發布《國民教育實施綱領》，改小學為國民學校及中心國民學校，1944年公布《國民學校法》，原《小學法》廢止。
1915年（民國4年），北洋政府的教育部電咨各省區擬定義務教育施行程序。民初時期的義務教育，除山西省實施成效較好，其他各省未切實推行。當時政局紛擾、軍閥割據，教育事業受到很大的阻礙。南京國民政府北伐統一全國後，在1932年（民國21年）公布《訓政時期臨時約法》，第50條規定「已達學齡之兒童應一律受義務教育」，第51條規定「未受義務教育之人民，應一律受成年補習教育」。1933年公布《小學規程》，第2條規定「小學為實行國民義務教育之場所」。1935年行政院會議通過《實施義務教育暫行辦法大綱》。二戰爆發後，義務教育之推行亦受到阻礙。1944年（民國33年）國民政府公布《強迫入學條例》。1947年（民國36年）國民政府公布《中華民國憲法》，於第21條規定「人民有受國民教育之權利與義務」，於「基本國策」一章列有教育文化一節，第158條規定教育之目的在於「發展國民之民族精神、自治精神、國民道德、健全體格、科學及生活智能」，第160條規定「六歲至十二歲之學齡兒童，一律受基本教育，免納學費；已逾學齡未受基本教育之國民，一律受補習教育，免納學費」。同年2月，教育部令飭各省市教育廳局依照憲法規定，延長國民義務教育年限，小學以辦理六年制為原則。

#### 戰後初期與統編本時代
1945年（民國34年），第二次世界大戰結束，國民政府開始對臺灣行使統治權，臺灣地區改採中華民國各級學校課程標準製作教科書。1947年1月，臺灣省行政長官公署配合《中華民國憲法》義務教育之要求，發布《臺灣省學齡兒童強迫入學辦法》。在戰後初期，臺灣的教育政策主要著重在重建中華文化及去除日本殖民統治之影響。當時的工作計畫指出，原有國定本小學教材雖然完備，但因臺灣環境不同未能適用，因此，必須趕緊編輯小學教材，尤其是語文、史地、公民等科。當時教科書之發行具多樣性，暫用及代用之教科書帶有過渡及特殊的性質。1949年中央政府遷臺後，國立編譯館統一在臺編印教科書，原先的審定本和暫用、代用教科書的情況逐漸消失。國民政府也在臺灣發起國語推行運動，廣設國語（即官話，或稱為華語、普通話）補習班、設立國語推行機構、成立國語推行委員會，並禁止中小學教師以日語授課，授課以國語教學為主，暫酌使用本地方言。
1947年中華民國施行憲政後，理應結束國民黨的一黨訓政及黨化教育。1929年訓政時期公布的《中華民國教育宗旨及其實施方針》，其方針強調中華民國教育之推動必須依照三民主義的精神，促使國家和社會發展。該教育宗旨的目標在於實施「黨」先行於「國」的黨化教育，推行中國國民黨的黨義，包括三民主義和國民黨的相關主張，透過學校教育的手段，內化與凝聚廣大民眾，使其服從於國民黨。
但因國共內戰以及國民黨宣布動員戡亂，隨後1949年（民國38年）因國共內戰失利而撤退至臺灣，國民黨政府更加主張教育必須合乎國策以配合動員戡亂的需要。1950年（民國39年）教育部頒發《戡亂建國教育實施綱要》，繼續沿用訓政時期的《中華民國教育宗旨及其實施方針》，臺灣省教育廳也公布《臺灣省非常時期教育綱領及實施辦法》，使臺灣的教育體制進入非常時期。國民黨政府繼續秉持從大陸時期以來的「一黨專政」性質，由國家壟斷教育，其在臺統治更加著重黨化教育，並在國民黨改造後，形成以黨領政、以黨領軍、情治組織綿密之黨國體制。
在這樣的時代背景下，1952年（民國41年），教育部修訂的《中學課程標準》，強化「反共抗俄」之教育目標。國民黨政府亦於次年由國立編譯館統一編纂國文、地理、歷史、公民四科教科書標準本，至此開啟「統編本時代」。
在臺灣省政府國語推行委員會時期（1947-1959），前期仍延續以方言輔助學習國語的過渡政策，但逐漸改為強調「須用國語」，尤其是在學校教育方面強制性大為增加，政策導向是全面推行國語，禁用日語。1951年頒令各級學校凡舉行各種集會口頭報告，必須使用國語。 1956年，全面推行「說國語運動」，規定各機關學校及公共場所一律使用國語，避免使用方言。臺灣省政府即在1956年函知各中等學校，學生多用方言，不用國語，應注意糾正。1963年頒布《臺灣省公私立中小學加強推行國語注意事項》，其中規定播音器禁止播放方言和日語節目，並要求非外語科目的各科教學一律使用國語講解。1966年，省政府通令各縣市政府各級學校加強推行國語計畫，規定各級學校師生必須隨時隨地使用國語；學生違犯者依獎懲辦法處理。

#### 九年國民義務教育
由於臺灣正由農業轉型為工業社會，需要國民能閱讀機器的基本操作手冊，以及軍人能閱讀高科技的軍事設備操作手冊，政府推動九年國民義務教育，以提昇國民的教育水平，教學模式著重在灌輸知識和快速習得基本的讀算技能。在臺灣1970年代經濟起飛之時，九年國民義務教育奠定了所需要的人力資源基礎。
為推行九年國民義務教育，廢止初中入學考試，教育部也對國民中小學課程標準進行全面修訂，在1968年（民國57）年公布《國民中小學暫行課程標準》。原有的「初級中學」也因為成為義務教育而改名「國民中學」。國立編譯館負責編印的國民中小學教科書，從原先的四科變成所有的教學科目，進入了全面統編制/國定本的時期。1971年（民國60年）因應九年國民義務教育的實施，為配合國民中學首屆畢業生升入高級中學就學之需要，特別修訂《高級中學課程標準》。
《國民中小學暫行課程標準》幾個主要調整包括，「公民」科在國小階段改稱為「生活與倫理」；國中階段改稱為「公民與道德」，國中增設「職業簡介」與「指導活動」，國小與國中均增設「健康教育」，初級中學原有的「理化」、「博物」合為「自然科學」，取消「生理及衛生」，相關教材併入健康教育。其課程標準的規劃方向與理念，受到當時反共救國與中華文化復興運動之國情、三民主義之思想、蔣介石個人之意志的影響。
1970年以後，語言教育政策逐漸演變為「國語獨尊，壓抑方言」。1971年的《臺灣省加強推行國語實施計劃》壓抑方言使用的政策方向十分明顯，統一語言的背後與中華文化復興運動的推行密不可分。學校極力提倡國語的起訖年代為1950至1987年，前後約兩個世代。直至1987年8月，臺灣省政府通令全省各國中、國小，要求不得再以體罰、罰錢、掛狗牌等不當手段處罰在校園內說方言的學生。

#### 「一綱多本」與九年一貫課程
李登輝任內，臺灣邁向多元、民主、開放的社會，教育改革運動也風起雲湧。1994年的「四一○教育改革全民大結合運動」，是教改史上規模最大的社會運動，其訴求之一為制定《教育基本法》。1999年立法院通過，2005年修正的《教育基本法》規定教育之目的「以培養人民健全人格、民主素養、法治觀念、人文涵養、愛國教育、鄉土關懷、資訊知能、強健體魄及思考、判斷與創造能力，並促進其對基本人權之尊重、生態環境之保護及對不同國家、族群、性別、宗教、文化之瞭解與關懷，使其成為具有國家意識與國際視野之現代化國民。」。1999年修正《國民教育法》第八條，「課程標準」為「課程綱要」所取代，實際撰寫方式也從年段或年級教材大綱，轉變為分段能力指標，其背後因素源自教育改革運動追求教育鬆綁的改革理念及其能力導向而非學科知識取向的課程觀。
從1989至2000年，教科書從全面的國定制轉向一綱多本的審定制，逐步開放民間出版業者參與編輯的幅度，最後讓國立編譯館退出教科書的編輯。1993年起，「鄉土教育」與「認識臺灣」逐步納入國民教育課程標準與教科書。在民間的壓力下，行政院成立「教育改革審議委員會」，在1996年12月完成《教育改革總諮議報告書》，提出教育鬆綁、帶好每個學生、暢通升學管道、提升教育品質、建立終身學習社會，作為教育改革的基本方針。報告書的建議，也要求重視原住民教育。
為落實《教育改革總諮議報告書》之建議，教育部於1998年擬定〈教育改革行動方案〉，實施12項工作計畫，其重大改革成果以九年一貫課程和取消高中聯考的多元入學方案為代表。為回應民間教改團體及立法院的要求，教育部於1997年成立專案小組，遴聘學者專家、教師、立法委員、家長代表、婦女界代表等31人，擔任委員，研訂《國民教育階段九年一貫課程綱要》，1998年9月公布總綱。經兩年試辦，2000年公布《國民中小學九年一貫課程綱要暫行綱要》，2001年8月開始在國小一年級正式實施。教育部於2003年正式公布《國民中小學九年一貫課程綱要》，又於2006年10月起進行課綱之微調，於2008年5月公布修正《國民中小學九年一貫課程綱要》，並決定自100學年度（2011年8月1日）起由一年級、七年級逐年向上實施。
高中課綱方面，1995年發布《高級中學課程標準》，於1999年實施。為銜接九年一貫課程與大學基礎教育，並重視學生生涯發展，以及改善高中課程學科數目與授課時數過多、彈性不足、難以適應學生個別差異等問題，在2001年再度修訂。因未完成完整的修改流程，是以《普通高級中學暫行課程綱要》和《職業學校群科課程暫行綱要》的名稱在2004、2005年公布，在2006年（民國95年）開始使用。於2008年完成修訂《普通高級中學課程綱要》及《職業學校群科課程綱要》，自2010年（99學年度）開始實施，然而國文、歷史兩科被擱置，沿用2006年暫行綱要的內容。之後，對高中的國文與社會領域課綱進行幾次修訂和微調。由於意識形態上的差異，課綱的制定、修訂和調整，特別是高中課綱的國文科和歷史科，產生許多爭論和衝突，尤其是2014年公布的課綱微調，不但涉及意識形態衝突，其運作方式也招致黑箱質疑，引發了反高中課綱微調運動和723佔領教育部行動。歷史科的爭議涉及臺灣史、中國史、東亞史的定位和份量，以及史觀的撰寫和呈現模式，國文科的爭議涉及文言文的佔比和範文的選擇。2016年，基於立法院的決議，高中國文與社會領域微調課綱為教育部以行政命令廢止，在108新課綱實施前，暫用微調前的課綱版本。
1993年，內政部部長吳伯雄及教育部部長郭為藩在立法院表示：過去單語政策對母語不尊重是一種過失。教育部於 1993 年 4 月 3 日正式宣布「將母語教育列入中小學正式教學活動範疇，在不妨礙推動國語的前題下，讓中小學學生依興趣及需要，以選修方式學習閩南語及客家語。」母語教學雖列入國小鄉土教學活動課程之中，但時數過少，且教材由各地方政府自行決定，地方政府有權決定是否實施。在民間團體要求下，教育部於九年一貫課程暫行綱要，將母語（閩南語、客家語、原住民語）列入語言學習領域，規定為國小任選一種之必修，國中則依學生意願自由選習，學校亦得依地區特性及學校資源開設其他之鄉土語言供學生選習。

#### 十二年國民基本教育
2011年1月至2014年7月，為十二年國民基本教育啟動準備階段，2014年（103學年度）8月起，開始全面實施。前九年為義務教育，依《國民教育法》及《強迫入學條例》規定辦理，對象為6至15歲學齡之國民，有強制受教之義務，是劃分學區免試入學的普通教育。後三年為高級中等教育，依《高級中等教育法》規定，對象為15歲以上之國民，自願非強迫入學，以免試入學為主，但有超額比序，國中教育會考為評比項目之一，另保留少部分名額作為特色招生，可選擇的學校包含普通教育及職業教育。
由於國際組織重視「核心素養」（Core Competencies，或翻為核心能力）作為課程與教學的導向，少子化趨勢下應對學生的個別需求與差異更加重視，並且為達成國中小九年一貫課程與高中課綱的連貫發展，教育部研議制定新的課綱，即《十二年國民基本教育課程綱要》，整合了九年一貫課綱和高中課綱。由國家教育研究院於2008年至2013年進行基礎性研究，2013年彙整研究成果，完成《十二年國民基本教育課程發展建議書》與《十二年國民基本教育課程發展指引》兩份文件，做為重要之參考。接下來，成立委員會和小組，負責總綱和各領域 / 科目課程綱要的研定、修正和審議。總綱在2014年5月送審，2014年11月28日由教育部正式發布。除社會領域課綱在2018年2月送審，其餘領域的課綱是在2016年2月送審，各領域 / 科目課程綱要在2018年1月至11月由教育部陸續發布。
《十二年國民基本教育課程綱要》原定自2018年（107學年度），依照不同教育階段逐年實施，後來因為教育部課審會的審議期程，修正為2019年（108學年度），俗稱為「108課綱」。並自2022年起，國中教育會考以《十二年國民基本教育課程綱要》為命題依據，在此之前是依照《國民中小學九年一貫課程綱要》。新課綱以啟發生命潛能、陶養生活知能、促進生涯發展、涵育公民責任為教育目標，規劃出「語文（國語文、英語文及第二外國語文、本土語文/新住民語文）、數學、社會（歷史、地理、公民）、自然科學（物理、化學、生物、地球科學）、藝術、綜合活動（輔導、家政、童軍之類的課程，包含團隊合作、生涯探索、生命教育、社會服務、人際關係、生活管理等內容）、科技（資訊科技、生活科技；生活科技，舊名工藝、勞作、手工，即工業科技、產業科技一類）、健康與體育」的八大課程領域，在小學尚有生活課程，高級中等學校有全民國防教育。另外還有彈性學習課程（統整性探究、自主學習、社團活動、戶外教學之類）。特殊教育學生與體育班、藝術才能班及科學班等特殊類型班級學生之部定及校訂課程得彈性調整。
2017年立法院通過《原住民族語言發展法》，規定學校應依十二年國民基本教育本土語文課程綱要規定，提供原住民族語言課程，以因應原住民學生修習需要，並鼓勵以原住民族語言進行教學。2018年12月25日通過《國家語言發展法》，規定中央教育主管機關應於國民基本教育各階段，將國家語言（華語、各原住民族語、客語、臺語、馬祖語及臺灣手語）列為部定課程，於2022年8月1日起生效，因此自111學年本土語言課程（各原住民族語、客語、臺語、馬祖語及臺灣手語）於國小、國中、高中成為必修課。2019年《十二年國民基本教育課程綱要》實施後，國小學生須從本土語文及新住民語文（越南、印尼、泰國、緬甸、柬埔寨、菲律賓、馬來西亞）中擇一修課，國中階段將新住民語文列為彈性學習課程選修，高中階段視為第二外國語文課程選修。

## 現行課綱簡介
臺灣現行課綱為「十二年國民基本教育課程綱要」，於2019年（民國108年）實施，因此俗稱「108課綱」。
108課綱以「成就每一個孩子——適性揚才、終身學習」為願景，「自發」、「互動」、「共好」為三大基本理念，並訂定「啟發生命潛能」、「陶養生活知能」、「促進生涯發展」、「涵育公民責任」等四項總體課程目標，貫穿十二年國民基本教育，考量各學習階段特性，結合核心素養加以發展。
「核心素養」是指一個人為了適應現在生活及面對未來挑戰，所應具備的知識、能力與態度。核心素養強調學習不局限於學科知識及技能，而應關注學習與生活的結合。核心素養分為三大面向：「自主行動」、「溝通互動」、「社會參與」。
- 自主行動：個人是學習的主體，學習者應選擇適當的學習方式，進行系統思考以解決問題，並具備創造力與行動力。
- 溝通互動：學習者能廣泛且妥善運用各種工具，包括物質工具（如人造物、科技及資訊等）和社會文化工具（如語言、文字及符號等），與他人及環境能有良好且有效的互動，並具備藝術涵養與生活美感。
- 社會參與：學習者處在彼此緊密連結的地球村，需要學習處理社會的多元性，以參與行動與他人或群體建立適切的合作模式與人際關係。[88]

上述三大面向再細分為九大項目如下：
| 核心素養面向 | 核心素養項目          | 項目說明 |
| ------------ | --------------------- | --- |
| A 自主行動   | A1 身心素質與自我精進 | 具備身心健全發展的素質，擁有合宜的人性觀與自我觀，同時透過選擇、分析與運用新知，有效規劃生涯發展，探尋生命意義，並不斷自我精進，追求至善。                                   |
| A 自主行動   | A2 系統思考與解決問題 | 具備問題理解、思辨分析、推理批判的系統思考與後設思考素養，並能行動與反思，以有效處理及解決生活、生命問題。                                                                   |
| A 自主行動   | A3 規劃執行與創新應變 | 具備規劃及執行計畫的能力，並試探與發展多元專業知能、充實生活經驗，發揮創新精神，以因應社會變遷、增進個人的彈性適應力。                                                       |
| B 溝通互動   | B1 符號運用與溝通表達 | 具備理解及使用語言、文字、數理、肢體及藝術等各種符號進行表達、溝通及互動的能力，並能了解與同理他人，應用在日常生活及工作上。                                                 |
| B 溝通互動   | B2 科技資訊與媒體素養 | 具備善用科技、資訊與各類媒體之能力，培養相關倫理及媒體識讀的素養，俾能分析、思辨、批判人與科技、資訊及媒體之關係。                                                           |
| B 溝通互動   | B3 藝術涵養與美感素養 | 具備藝術感知、創作與鑑賞能力，體會藝術文化之美，透過生活美學的省思，豐富美感體驗，培養對美善的人事物，進行賞析、建構與分享的態度與能力。                                     |
| C 社會參與   | C1 道德實踐與公民意識 | 具備道德實踐的素養，從個人小我到社會公民，循序漸進，養成社會責任感及公民意識，主動關注公共議題並積極參與社會活動，關懷自然生態與人類永續發展，而展現知善、樂善與行善的品德。 |
| C 社會參與   | C2 人際關係與團隊合作 | 具備友善的人際情懷及與他人建立良好的互動關係，並發展與人溝通協調、包容異己、社會參與及服務等團隊合作的素養。                                                                 |
| C 社會參與   | C3 多元文化與國際理解 | 具備自我文化認同的信念，並尊重與欣賞多元文化，積極關心全球議題及國際情勢，且能順應時代脈動與社會需要，發展國際理解、多元文化價值觀與世界和平的胸懷。                         |

核心素養依照學生個體身心發展狀況，各教育階段定有不同核心素養之具體內涵。主要應用於國民小學、國民中學、高級中等學校的一般領域／科目；技術型、綜合型、單科型高級中等學校則依其專業特性及群科特性進行發展，彈性納入與整合核心素養。
十二年國民基本教育依學制劃分為三個教育階段。其中，國民小學教育六年、國民中學教育三年為強迫入學；高級中等學校教育三年為非強迫入學，有四種學校類型供學生選讀：
- 普通型高級中等學校：舊稱「高中」，提供一般科目課程，協助學生試探不同學科的性向，著重培養通識能力，奠定學術預備基礎。
- 技術型高級中等學校：舊稱「高職」，提供一般科目、專業科目及實習科目課程，協助學生培養專業實務技能，奠定生涯發展基礎並提升就業力。
- 綜合型高級中等學校：舊稱「綜合高中」，提供一般科目及專精科目課程，協助學生發展學術預備或職業準備的興趣與知能，於入學第一年時確定學生興趣為學術研究或實務操作，並於第二年時分流。
- 單科型高級中等學校：舊稱「單科高中」，提供特定學科領域為主課程，協助學習性向明顯之學生持續開發潛能，奠定特定學科知能拓展與深化之基礎。[89][90]

各教育階段再依學生之身心發展狀況，區分如下五個學習階段：
- 第一學習階段：國民小學一、二年級
- 第二學習階段：國民小學三、四年級
- 第三學習階段：國民小學五、六年級
- 第四學習階段：國民中學七、八、九年級
- 第五學習階段：高級中等學校十、十一、十二年級[89]

課程類型的部分，108課綱課程類型區分為二大類：「部定課程」與「校訂課程」。
- 部定課程由國家統一規劃，養成學生的基本學力，奠定適性發展的基礎。
- 校訂課程由學校安排，以形塑學校教育願景及強化學生適性發展。

課程架構如下：
|              |                | 國民小學                       | 國民小學                       | 國民小學                       | 國民中學                         | 高級中等學校       | 高級中等學校       | 高級中等學校       | 高級中等學校       |
| 普通型       | 技術型         | 國民小學                       | 國民小學                       | 國民小學                       | 國民中學                         | 綜合型             | 單科型             |                    |                    |
| 第一學習階段 | 第二學習階段   | 第三學習階段                   | 第四學習階段                   | 第五學習階段                   | 第五學習階段                     | 第五學習階段       | 第五學習階段       |                    |                    |
| ------------ | -------------- | ------------------------------ | ------------------------------ | ------------------------------ | -------------------------------- | ------------------ | ------------------ | ------------------ | ------------------ |
| 部定課程     | 語文領域       | 國語文                         | 國語文                         | 國語文                         | 國語文                           | 國語文             | 國語文             | 國語文             | 國語文             |
| 部定課程     | 語文領域       | 本土語文／臺灣手語／新住民語文 | 本土語文／臺灣手語／新住民語文 | 本土語文／臺灣手語／新住民語文 | 本土語文／臺灣手語               | 本土語文／臺灣手語 | 本土語文／臺灣手語 | 本土語文／臺灣手語 | 本土語文／臺灣手語 |
| 部定課程     | 語文領域       | 英語文                         |                                |                                |                                  |                    |                    |                    |                    |
| 部定課程     | 數學領域       | 數學                           | 數學                           | 數學                           | 數學                             | 數學               | 數學               | 數學               | 數學               |
| 部定課程     | 社會領域       | 生活課程                       | 社會                           | 社會                           | 社會（歷史、地理、公民與社會）   | 歷史               | 歷史               | 歷史               | 歷史               |
| 部定課程     | 社會領域       | 生活課程                       | 社會                           | 社會                           | 社會（歷史、地理、公民與社會）   | 地理               |                    |                    |                    |
| 部定課程     | 社會領域       | 生活課程                       | 社會                           | 社會                           | 社會（歷史、地理、公民與社會）   | 公民與社會         |                    |                    |                    |
| 部定課程     | 自然科學領域   | 生活課程                       | 自然科學                       | 自然科學                       | 自然科學（生物、理化、地球科學） | 物理               | 物理               | 物理               | 物理               |
| 部定課程     | 自然科學領域   | 生活課程                       | 自然科學                       | 自然科學                       | 自然科學（生物、理化、地球科學） | 化學               |                    |                    |                    |
| 部定課程     | 自然科學領域   | 生活課程                       | 自然科學                       | 自然科學                       | 自然科學（生物、理化、地球科學） | 生物               |                    |                    |                    |
| 部定課程     | 自然科學領域   | 生活課程                       | 自然科學                       | 自然科學                       | 自然科學（生物、理化、地球科學） | 地球科學           |                    | 地球科學           | 地球科學           |
| 部定課程     | 藝術領域       | 生活課程                       | 藝術                           | 藝術                           | 藝術（音樂、視覺藝術、表演藝術） | 音樂               | 音樂               | 音樂               | 音樂               |
| 部定課程     | 藝術領域       | 生活課程                       | 藝術                           | 藝術                           | 藝術（音樂、視覺藝術、表演藝術） | 美術               |                    |                    |                    |
| 部定課程     | 藝術領域       | 生活課程                       | 藝術                           | 藝術                           | 藝術（音樂、視覺藝術、表演藝術） | 藝術生活           |                    |                    |                    |
| 部定課程     | 綜合活動領域   | 生活課程                       | 綜合活動                       | 綜合活動                       | 綜合活動（童軍、家政、輔導）     | 生命教育           | 生命教育           | 生命教育           | 生命教育           |
| 部定課程     | 綜合活動領域   | 生活課程                       | 綜合活動                       | 綜合活動                       | 綜合活動（童軍、家政、輔導）     | 生涯規劃           |                    |                    |                    |
| 部定課程     | 綜合活動領域   | 生活課程                       | 綜合活動                       | 綜合活動                       | 綜合活動（童軍、家政、輔導）     | 家政               |                    |                    |                    |
| 部定課程     | 綜合活動領域   | 生活課程                       | 綜合活動                       | 綜合活動                       | 綜合活動（童軍、家政、輔導）     | 法律與生活         |                    |                    |                    |
| 部定課程     | 綜合活動領域   | 生活課程                       | 綜合活動                       | 綜合活動                       | 綜合活動（童軍、家政、輔導）     | 環境科學概論       |                    |                    |                    |
| 部定課程     | 科技領域       |                                |                                |                                | 科技（資訊科技、生活科技）       | 資訊科技           | 資訊科技           | 資訊科技           | 資訊科技           |
| 部定課程     | 科技領域       | 生活科技                       |                                |                                | 科技（資訊科技、生活科技）       |                    |                    |                    |                    |
| 部定課程     | 健康與體育領域 | 健康與體育（健康教育、體育）   | 健康與體育（健康教育、體育）   | 健康與體育（健康教育、體育）   | 健康與體育（健康教育、體育）     | 健康與護理         | 健康與護理         | 健康與護理         | 健康與護理         |
| 部定課程     | 健康與體育領域 | 健康與體育（健康教育、體育）   | 健康與體育（健康教育、體育）   | 健康與體育（健康教育、體育）   | 健康與體育（健康教育、體育）     | 體育               |                    |                    |                    |
| 部定課程     |                |                                |                                |                                |                                  | 專業科目           |                    |                    |                    |
| 部定課程     | 實習科目       |                                |                                |                                |                                  |                    |                    |                    |                    |
| 校訂課程     |                | 彈性學習課程                   | 彈性學習課程                   | 彈性學習課程                   | 彈性學習課程                     | 校訂必修課程       | 校訂必修課程       | 校訂必修課程       | 校訂必修課程       |
| 校訂課程     | 選修課程       | 彈性學習課程                   | 彈性學習課程                   | 彈性學習課程                   | 彈性學習課程                     |                    |                    |                    |                    |
| 校訂課程     | 團體活動時間   | 彈性學習課程                   | 彈性學習課程                   | 彈性學習課程                   | 彈性學習課程                     |                    |                    |                    |                    |
| 校訂課程     | 彈性學習時間   | 彈性學習課程                   | 彈性學習課程                   | 彈性學習課程                   | 彈性學習課程                     |                    |                    |                    |                    |

- 第五學習階段以分科教學為主。第一至四學習階段，若該科目名稱後有括號者，表示學校可經由該校課程發展委員會決議通過後，實施分科教學。
- 「本土語文」包含閩南語文、客家語文、原住民族語文、閩東語文；「新住民語文」包含越語、印尼語、泰語、緬甸語、柬埔寨語、菲律賓語、馬來語。
- 彈性學習課程可為統整性主題／專題／議題探究課程、社團活動與技藝課程、特殊需求領域課程、以及諸如本土語文／新住民語文、服務學習、戶外教育、班際或校際交流、自治活動、班級輔導、學生自主學習等各式課程，亦可進行領域補救教學課程。
- 校訂必修以通識、知識應用或校本特色課程為原則，不得為部定必修課程之重複或加強。 學校得依其發展特色、師資結構及相關條件開設之。
- 選修課程包括加深加廣、補強性及多元選修課程，由學生自主選修。加深加廣選修之課程名稱、學分數與課程綱要由教育部研訂第二外國語文，包含未列於上表的第二外國語文課程。
- 高級中等學校採行學年學分制，學生三年應修習總學分數為180至192學分，普通型及單科型高級中等學校學生畢業之最低學分數為150學分；技術型及綜合型高級中等學校學生畢業之最低學分數為160學分。

## 爭議

### 課綱制定
課綱爭議最大者為歷史科，由於其經常涉及政治意識形態，因此容易引發不同立場者的對立以及對課綱方向的爭辯。教育部於2014年（民國103年）微調國文及史、地、公民等高中課綱，本次「103課綱」微調小組人員全部匿名、第一線執教的高中教師被排除、課程綱要成為鉅細靡遺的指導細則、中性字眼被主觀表述取代、史觀主體的改變、臺灣史編序的大位移、以及消失的平埔族等爭議引發抗議。部分反課綱的高中生更密集到教育部抗議，於2015年（民國104年）7月23日深夜還發生學生夜襲教育部，衝進部長室，警方逮捕學生記者33人事件。而108課綱實施後，有網路傳聞「新課綱出來了，完全去中國化，從商朝到隋唐只剩下短短四頁....疫情迫在眉睫，乘此時機趕緊推出新課綱，就沒人會去注意討論」，隨後台灣事實查核中心證實為錯誤訊息。

### 新課綱落實
108課綱（十二年國民基本教育課程綱要）實施後，根據金車文教基金會調查顯示，僅兩成教師認為已做好全面準備，四成教師認為新課綱對學生有幫助。金車文教基金會曾清芸總幹事分析，新課綱很多課程時數減少，但教學內容仍無法對應到目前包山包海的考試制度，老師的壓力大。政府雖花了滿多時間宣導，仍讓很多老師還無法全面就位。教育部長潘文忠坦言，108課綱課程的規劃確實有太多細節、配套，除了調整師資人力結構、公布實施偏遠地區學校發展條例，也因應新課綱的科技領域，前瞻計畫也投入100億於校園的智慧化中。他說，當然政府還得更加努力，不僅讓孩子有更好的環境，也要讓這群熱血投入教育的夥伴們有更好的支援。此外，108課綱希望教師要翻轉課程內容及授課方式，開辦多門多元選修課程，全國高級中學教育產業工會認為，此讓高中職教育現場教師不只要準備原本的教程，還要準備新的教材及教具、批閱作業，只能「超鐘點」，卻不能「增員額」困境，希望增加高中職教師員額，落實新課綱精神。

### 大學考招新制
搭配108課綱的大學考招新制於2022年（民國111年）正式實施，也引發不少爭議。台大電機系教授吳瑞北表示，如今超過半數學生是透過個人申請入學，然而學生錄取科系後，高三下學期往往無心上課，但微積分等重要銜接課程都在高三，「學生高三的學習變得很破碎，素質也下降，這對台灣未來的競爭力影響很大。」亦有高三學生認為在暑假仍要考分科測驗的情況下，高三下學期其實很難專心上課，依然同時要準備個人申請面試、分科測驗，還有設法兼顧高三課程，「而且從學測考試，到錄取放榜的時間拉得更長，學生過程中也會更焦慮，感覺沒什麼效果。」另外，台大經濟系教授鄭秀玲主張，用以取代備審資料的學習歷程檔案與大學考招脫勾，讓家長放心學生專心，高中三年學生能積極探索性向、快樂有效學習，達到新課綱激發學生學習的渴望與創新的勇氣的初衷。台大校方則呼籲政府應立即啟動112考招新制精進研議，審慎檢視學測國英數綁分科測驗的合理性，重視採計數乙考科的校系需求，在有效評量學習完整性暨避免一試定終身之考量下，應及早討論分科測驗加考國英數乙事宜。

## 外部連結
- 課程綱要 - 國家教育研究院 （页面存档备份，存于）
- 課程綱要 - 國民中小學課程與教育資源整合平臺 （页面存档备份，存于）
- 教育部108課綱資訊網
- 新課綱推動相關法令規定 - 教育部國民及學前教育署 （页面存档备份，存于）
- 三個世代看教改 （页面存档备份，存于）
- 甄曉蘭、王立心：從中小學教科書發展評析我國百年課程政策之演變 （页面存档备份，存于）
- 劉俊庚、邱美虹：我國小學科學課程演進與回顧（上） （页面存档备份，存于）、（下） （页面存档备份，存于）
- 林吟霞、張純：回顧臺灣中小學國語文教科書之發展與演進 （页面存档备份，存于）
- 郭添財、王全興、劉祐彰：當前台灣教科書政策與未來趨勢分析 （页面存档备份，存于）
- 歐用生、楊智穎：教科書百年演進歷程與脈絡：教育思潮 （页面存档备份，存于）
- 白亦方、楊智穎、劉修豪：教科書百年演進歷程與脈絡： 時代的軌跡 （页面存档备份，存于）
- 蕭憶梅：國民中小學課程綱要學科劃分及其內涵之歷史演變 （页面存档备份，存于）
- 洪詠善：台灣課程改革脈絡中教師專業發展的回顧與展望 （页面存档备份，存于）